# Hrabstwo Carter (Missouri)
Hrabstwo Carter (ang. Carter County) – hrabstwo w stanie Missouri w Stanach Zjednoczonych. Obszar całkowity hrabstwa obejmuje powierzchnię 509,02 mil2 (1 318 km²). Według danych z 2010 r. hrabstwo miało 6 265 mieszkańców. Hrabstwo powstało 10 marca  1859 roku i nosi imię Zimri A. Cartera - pioniera i osadnika przybyłego do Missouri z Karoliny Południowej w 1812 roku.

## Sąsiednie hrabstwa
- Hrabstwo Reynolds (północ)
- Hrabstwo Wayne (północny wschód)
- Hrabstwo Butler (południowy wschód)
- Hrabstwo Ripley (południe)
- Hrabstwo Oregon (południowy zachód)
- Hrabstwo Shannon (zachód)

## Miasta
- Ellsinore
- Grandin
- Van Buren

## CDP
- Fremont
- Hunter